# Flor do Mamulengo
Flor do Mamulengo é um álbum da banda Mastruz com Leite, lançado em 1994. Marca também a entrada de Bete Nascimento nos vocais da banda, que, de cara emplacou a música que deu título ao álbum. O disco vendeu aproximadamente 280 mil cópias, rendendo um disco de ouro. Sucessos como "Princípio, Meio e Fim", "Espaço Sideral" e "Te Procuro" ficaram semanas nas listas das mais tocadas entre as rádios de todo Nordeste.

## Faixas
1. Princípio, Meio e Fim (Rita de Cássia)
2. Se Lembra Coração (Ferreira Filho/Luiz Fidelis)
3. Te Procuro (Rita de Cássia)
4. Meu Bê a Bá (Luiz Fidelis)
5. Jogo Aberto (Jorge Nobre)
6. Meeiro (Luiz Fidelis)
7. Somos Mastruz Com Leite (Rita de Cássia)
8. Rala Coxa (Dilson Pinheiro/Lourinaldo Vitorino)
9. Flor do Mamulengo (Luiz Fidelis)
10. Passeando Pelo Sertão (Rita de Cássia)
11. Homem Pequeno (Luiz Fidelis / Célio Uchôa)
12. Trânsito Engarrafado (Luiz Fidelis)
13. Espaço Sideral (Rita de Cássia)
14. Vaca Encaretada (Luiz Fidelis)
15. Sou Canto do Sertão (Rita de Cássia)
16. Trio de Dois (Luiz Fidelis)